# Petr Maděra
Petr Maděra (Ostrov nad Ohří, 10 luglio 1970) è un poeta e scrittore ceco.

## Biografia
Dopo aver conseguito il diploma ad una scuola di grammatica, ha studiato Ingegneria del paesaggio all'università Zemědělská di Praga. Si è specializzato principalmente nell'architettura del paesaggio, nella dendrologia e nell'itticoltura. Dopodiché, ha lavorato come insegnante per non vedenti, e ha lavorato come ecologista per le autorità del distretto Est di Praga. Alla fine degli anni '90, ha preso parte alla redazione della rivista "Weles", un'importante base su cui i poeti più recenti possono pubblicare i propri lavori. Lavora come progettista grafico ed editore per riviste di carattere scientifico. Vive con sua moglie e due figli a Praga.
Il suo lavoro è caratterizzato sa una poetica molto originale così come l'uso che fa sia delle immagini che delle espressioni. Queste qualità traggono ispirazione dalla poesia di Vladimír Holan. Insieme con le collezioni di poesie da Bogdan Trojak, Petr Hruška, Petr Borkovec, Pavel Kolmačka e J. H. Krchovský, i due libri di poesia altamente celebrati dalla critica, Krevel e Komorní hůrka hanno formato l'orizzonte della recente poesia Ceca.
È stato pubblicato numerose volte nei seguenti periodici letterari: Iniciály, Modrý květ, Weles, Host, Tvar, Texty, Sedmá generace etc.

## Opere

### Poesia
- Krevel (Host, 1997)
- Komorní hůrka (Host, 2001)

### Romanzi
- Černobílé rty (Protis, 2007); Labbra bianche e nere - una novella sull'"amore nell'oscurità"

### Antologie
- Holan 90
- Almanach Pant
- Cesty šírání
- Přetržená nit
- Skřípavá hudba vrat
- Co si myslí andělíček
- S Tebou sám - Antologie současné české milostné poezie
- Básně pro děti – Jak se učil vítr číst
- Antologie nové české literatury 1995-2004
- Antologie české poezie
- Báseň mého srdce / poezie jako výraz osobnosti / rukopisy, portréty, kréda současných českých básníků